# Курилов Сергій Іванович
Сергій Іванович Курилов (рос. Сергей Иванович Курилов; 23 вересня 1914 — 11 січня 1987) — радянський російський актор театру і кіно. Заслужений артист РРФСР (1958).

## З життєпису
Народився 6 жовтня 1914 р. в Москві. Навчався у театральній школі при МХАТі 2-му. Грав у російських і московських театрах. З 1947 р. — актор Театрі-студії кіноактора.
Дебютував у кіно головної ролі у фільмі «Миклухо-Маклай» (1947). Зіграв понад сорок ролей («Бєлінський» (1951, Бєлінський), «Композитор Глінка» (1952, Карл Брюллов), «Римський-Корсаков» (1952, Михайло Врубель), «Велика родина» (1954, Віктор Журбін), «Ленінградська симфонія» (1957, Павло Орлов), «Мертвий сезон» (1968, Бочаров, генерал КДБ), «І це все про нього» (1978, вчитель Радин) тощо).
Знявся в українських кінокартинах: «Максимко» (1952, капітан корвета), «Мати» (1956, Микола Іванович), «Киянка» (1958, Олексій Дорошенко), «Проста річ» (1958, Орлов), «Вулиця молодості» (1958, Свєшников), «Серце Бонівура» (1969, 2 с, Марков), «Севастополь» (1970, Лобович).
Багато працював на дубляжі.
Помер 11 січня 1987 р.

## Фільмографія

### Актор
1. 1947: Миклухо-Маклай — Миклухо-Маклай
2. 1947: Сільська вчителька — член екзаменаційної комісії
3. 1948: Історія одного кільця (документальний)
4. 1951: Бєлінський — Віссаріон Григорович Бєлінський
5. 1952: Максимко — капітан корвета Микола Федорович
6. 1952: Римський-Корсаков — Врубель Михайло Олександрович
7. 1952: Композитор Глінка — Брюллов Карл Павлович
8. 1953: Великий воїн Албанії Скандербег — Лек Захарій
9. 1953: Нахлібник (фільм-спектакль) — петербурзький чиновник Павло Миколайович Єлецький
10. 1954: Велика родина — Віктор Журбін, син Іллі Матвійовича
11. 1954: Герої Шипки —  Дмитро Олексійович Мілютін, військовий міністр
12. 1955: Мати — Микола Іванович
13. 1956: За владу Рад — Петро Васильович Бачей
14. 1957: Ленінградська симфонія — Павло Орлов
15. 1958: У дні Жовтня — Керенський
16. 1958: Киянка — військовий лікар Олексій Дорошенко
17. 1958: Проста річ — Орлов / Леон Кутюр'є
18. 1958: Вулиця молодості — Андрій Ілліч Свєшніков, виконроб
19. 1959: Людина змінює шкіру — містер Кларк
20. 1960: Вороги (короткометражний) — доктор
21. 1960: Вбити людину (короткометражний) — Хьюго Люк
22. 1961: Два життя — генерал Половцев
23. 1962: Мій молодший брат — Інокентій Петров
24. 1963: Це трапилося в міліції — професор Зубарєв
25. 1964: Страчені на світанку — прокурор
26. 1964: Голова — Василь Кочетков
27. 1964: П'ядь землі — капітан Бриль
28. 1965: Загибель ескадри — капітан другог рангу Воронов
29. 1965: Рік, як життя — Генріх Гейне
30. 1968: Мертвий сезон — генерал КДБ Павло Костянтинович Бочаров
31. 1969: Серце Бонівура — газетяр Марков
32. 1970: Севастополь — Ілля Андрійович Лобовіч, капітан 2-го рангу
33. 1971: Слухайте, на тій стороні — комкор
34. 1972: Сибірячка — Петро Кирилович
35. 1973: До останньої хвилини — Іван Мефодійович
36. 1973: І на Тихому океані... — білогвардійський генерал Дідерікс
37. 1973: Як гартувалася сталь — окуліст
38. 1973: Твоя перша година — Олександр Петрович Мерешковський
39. 1974: Вибір мети — Володимир Іванович Вернадський
40. 1975: Остання жертва — керуючий банком
41. 1975: Приймаю на себе — Тушнов
42. 1977: І це все про нього — Вікентій Олексійович Радін
43. 1981: Два рядки дрібним шрифтом — Михайло Іванович Безруков

### Озвучування
1. 1942: Бути чи не бути / To Be or Not to Be — Армстронг, генерал (Хеллівел Гоббс)
2. 1951: Бродяга / Awaara (आवारा, آوارہ) — Рагунат, суддя (Притхвирадж Капур)
3. 1956: Навколо світу за 80 днів — Ральф, банкір
4. 1956: Жервеза
5. 1956: Собор Паризької Богоматері — Клод Фролло (Ален Кюні)
6. 1957: Чорні скелі — Гудрат Ісмаїл-заде (Алескер Алекперов)
7. 1957: Свідок обвинувачення — сер Вілфрид Рабатс (Чарлз Лоутон)
8. 1958: Попіл і діамант — Щука (Вацлав Застжежинський)
9. 1960: Капітан — Шарль Ангулемський
10. 1960: Привиди в замку Шпессарт — Хартог (Герберт Гюбнер)
11. 1961: Прапор коваля
12. 1961: Хто ви, доктор Зорге? — Оповідач
13. 1961: Наша вулиця — Ларс
14. 1962: Диявол і десять заповідей — ювелір
15. 1963: Бум — сеньйор Баузетті
16. 1964: Зірка Улугбека — Улугбек
17. 1967: Як украсти мільйон — мсьє Грамон (Фернан Граве)
18. 1967: Червона мантія — король Сігвор
19. 1969: Золото Маккенни — редактор газети (Лі Джей Кобб)
20. 1969: Міст — Фон Фельден, німецький полковник (Вільгельм Кох-Хоге)
21. 1969: Правиця великого майстра — Ражден (Гіві Максимович Тохадзе)
22. 1971: Міхай Хоробрий
23. 1971: Єсенія — дон Хуан (Августо Бенедіко)
24. 1972: Ковадло або молот — Константін фон Нойрат (Герд Міхель Хеннебер)
25. 1974: Убивство у «Східному експресі» — Едвард Беддоуз (Джон Гілгуд)
26. 1974: Торговці смертю
27. 1974: Сімейний портрет в інтер'єрі — Мікеллі (Ромоло Валлі)
28. 1974: Потоп — Карл X Густав (Леон Нємчик)
29. 1975: Перша ластівка — Бікентій (Хорава)
30. 1976: Далекі близькі роки — Матніяз Байсунов, батько Джуми (Шукур Бурханов)
31. 1976: Прокажена — Мачєй Міхоровський, дід Вальдемара (Чеслав Воллейко)
32. 1977: Бухта Радості — Фатуллаєв (Садих Гусейнов)
33. 1978: Кваркваре — Вашлованелі
34. 1979: Жандарм та інопланетяни — єпископ (Жан Роже Коссімон)
35. 1981: Для любителів розв'язувати кросворди — Ніко Члаїдзе (Вано Сакварелідзе)
36. 1981: Хто є хто — Теодор Мюзар (Жорж Жере)